# Das seltsame Leben des Herrn Bruggs
Das seltsame Leben des Herrn Bruggs è un film del 1951 diretto da Erich Engel.
È il remake di Wo ist Herr Belling? diretto nel 1942 dallo stesso Engel.
Fu presentato in concorso alla 1ª edizione del Festival di Berlino.

## Trama
Partito come apprendista meccanico, Eberhard Bruggs è riuscito a costruire un impero industriale. Tuttavia non riesce ad abituarsi al mondo della "buona società" ed è per questo che trascorre il fine settimana in incognito tra la gente comune. Ma un giorno la sua doppia vita viene smascherata.

## Distribuzione
Dopo l'anteprima del 9 giugno 1951 al Festival di Berlino, il film fu distribuito in Germania Ovest a partire dal 10 agosto.